# Сновский округ
Сновский округ (укр. Сновська округа) — единица административного деления Черниговской губернии Украинской ССР, существовавшая в 1923—1925 годах.

## История
Сновский округ Черниговской губернии был образован  7 марта 1923 года из Городнянского уезда. Был упразднён 3 июня 1925 года.